# Kabupaten des îles Siau Tagulandang Biaro
Ne doit pas être confondu avec Îles Sangihe.
Le kabupaten des îles Siau Tagulandang Biaro, en indonésien : Kabupaten Kepulauan Siau Tagulandang Biaro, abrégé en kabupaten Sitaro, en indonésien Kabupaten Sitaro, est un kabupaten d'Indonésie situé dans la province de Sulawesi du Nord. Il couvre les îles méridionales des îles Sangihe.
Le kabupaten a été créé le 2 janvier 2007 par détachement du kabupaten des îles Sangihe. Il est nommé d'après les îles de Siau, Tagulandang et Biaro.

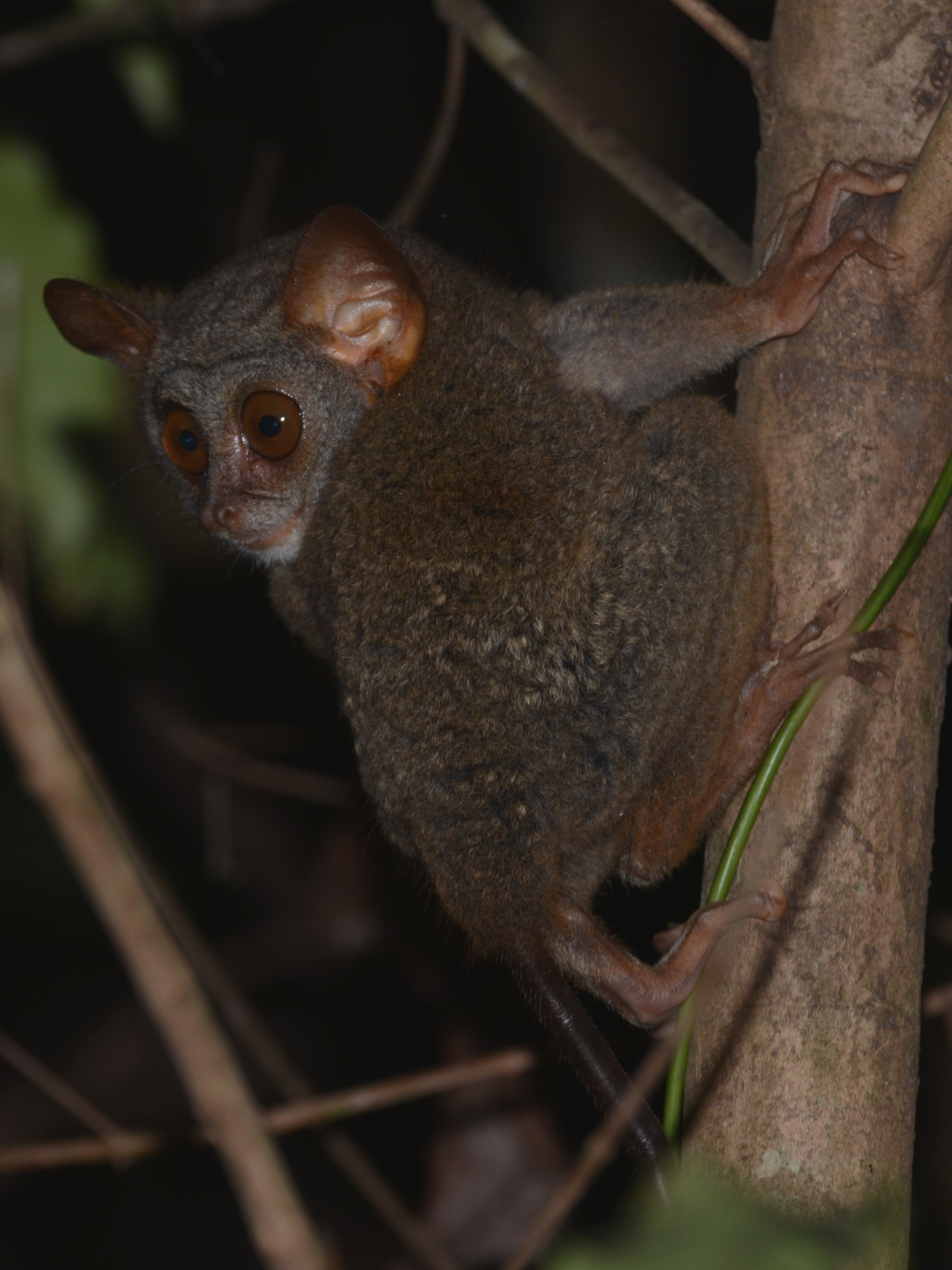
Tarsius tumpara, le tarsier de l'île de Siau.